# Сиван Ігор Євгенович
Сиван Ігор Євгенович (19 листопада 1933, с. Затурин Підгаєцького району Тернопільської області  — 18 жовтня 1996, с. Завалів) — український педагог, вчитель фізики, відмінник народної освіти України.

## Біографія
Ігор Сиван народився 19 листопада 1933 року у селі Затурин  нині Тернопільського району Тернопільської області у сім'ї Євгена та Олімпії Сиванів.
У 1945 р. закінчує чотири класи в Затурині, у 1948 — сім у Завалові, у 1950 — дев'ять у Підгайцях. У 1951 році закінчує вечірню школу робітничої молоді в Станіславі й у тому ж році поступає на фізико-математичний факультет педагогічного інституту, де навчається до 1955 року. Після закінчення інституту працював учителем фізики та математики в сільській школі одного з гірських районів Карпат, служив в армії на території Німеччини, а потім знову вчителював у школі в Голгочі. З 1 вересня 1959 року почав працювати у Завалівській школі.
У вересні 1969 року районна газета «Нове життя» поміщає фотографію Ігоря Сивана і статтю про нього під заголовком: «Сіяч доброго, вічного». Через півроку, у березні 1970, про Ігоря Євгеновича написав інспектор шкіл району Михайло Сивобородько у статті «Покликання». Також у всесоюзному журналі «Физика в школе», що видавався у Москві, під рубрикою «Майстри педагогічної справи» надрукували статтю завідувача кабінету Тернопільського інституту вдосконалення вчителів В. А. Миколайчук з назвою «Ігор Євгенович Сиван». Про нього ж написана стаття «Особистість» у районній газеті «Нове Життя»
Брав участь у республіканських і міжреспубліканських педагогічних конференціях, що проходять в Ужгороді, Вінниці, Києві. Його запрошували на розбір типових помилок на вступних екзаменах у ВУЗи України в числі вчителів, чиї учні при вступі найчастіше здають фізику, — у Чернівецький університет, у Кременецький, а згодом і в Тернопільський педінститути.
За сумлінне виховання підростаючого покоління Сивану Ігорю Євгеновичу присвоєно звання "Відмінник народної освіти УРСР, він — вчитель-методист, нагороджений ювілейною медаллю.
28 серпня 1992 року його призначили методистом з фізики та астрономії Підгаєцького районного відділу освіти.
Ігоря Сивана не стало 18 жовтня 1996 року в стінах рідної школи.
До 25-річчя Пам"яті Ігора Євгеновича у Тернополі вийшла книжка його учня Володимира Чистуха "Спасибі, Вчителю. Ігор Євгенович Сиван".